# Theatrical Licensing Act
La Licensing Act (Ley de licencia) o Theatrical Licensing Act (Ley de licencia teatral) de 1737 fue una ley de censura histórica para la escena inglesa y uno de los principales factores que determinaron el desarrollo del Teatro augusto. Los términos de la ley eran que desde entonces, el Lord Chamberlain tenía el poder de aprobar cualquier obra antes de que se representara.
Específicamente, esta ley de censura teatral se originó con el control político que Robert Walpole ejercía sobre la Cámara de los Comunes. Los años 1736-1737 fueron el punto culminante del poder de Walpole como Primer Lord del Tesoro (o, como algunos lo llamaron el "primer ministro"), y Walpole era objeto de incesantes ataques por parte de los satiristas tory y los teóricos whig. La obra de John Gay The Beggar's Opera (1728) había asociado a Walpole con el notorio criminal Jonathan Wild, y Walpole había prohibido, antes de que se representara, su secuela, Polly. Henry Fielding, en Tom Thumb (Pulgarcito) (1730) y Covent Garden Tragedy (1732) apuntaba aún más directamente a Walpole. Más aún, las obras políticas que usaran la palabra "libertad" se consideraban ataques en clave contra los "grandes hombres". el gran hombre por excelencia era tanto Walpole como el rey. Chrononhotonthologos (1734) de Henry Carey parecía atacar a Robert Walpole y asociarlo a una intriga con la Reina, y su El dragón de Wantley reutilizó una balada del siglo XVII para protestar contra la extensión de los poderes de Walpole y la opresión del campo.
Robert Walpole, a veces llamado el primer "primer ministro", era enemigo personal de algunos autores como John Gay, y contestó a los dramaturgos con sus poderes oficiales. Cada acto de censura llevaba a críticas cada vez más acerbas. Al final, A Vision of the Golden Rump fue la excusa por su escatología para prohibir todas las obras que podrían leerse como críticas con la corona o el parlamento. La ley cerró todos los teatros sin patente y obligó a que todas las obras fueran aprobadas previamente.

La primera obra que resultó prohibida por la Licensing Act fue Gustavo Vasa por Henry Brooke, obra que en sí no era particularmente salvaje ni oscura, pero su obra previa, El conde de Essex había sido percibida como muy política, y por tanto le prohibieron Gustavo Vasa.

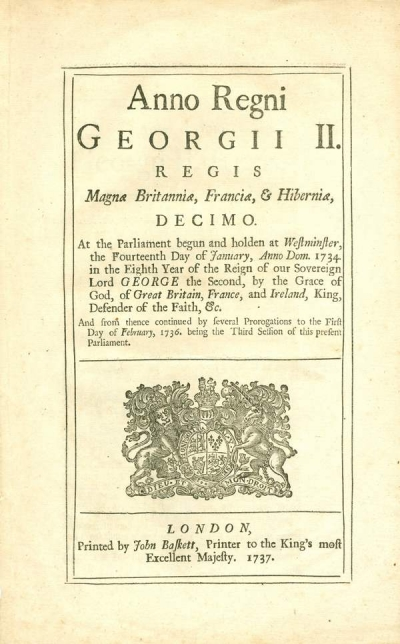
Primera página de la ley de licencias de 1737.

Los efectos de esta ley fueron profundos. El público desconfió de las obras que pasaban la censura y por tanto no tenían interés en ellas. El teatro decayó. En cambio, los dramaturgos se orientaron hacia la novela, siendo ejemplo de ello Henry Fielding, pues los libros no estaban sometidos a censura previa.